# بوركبورنت
بوركبورنت (بالإنجليزية: Burkburnett)‏ هي مدينة أمريكية تقع في ولاية تكساس.تبلغ مساحة هذه المدينة 24.6 (كم²)،ويبلغ عدد سكانها 10927 نسمة حسب إحصاء سنة 2010 م. تشير إحصاءات سنة 2000م بأن الكثافة السكانية في هذه المدينة تقدر بـ(443.8) نسمة/كم2.

## التركيبة السكانية
حدّد مكتب تعداد الولايات المتحدة بيانات التركيبة السكانية لبوركبورنت في تعداد الولايات المتحدة. في ما يلي، التركيبة السكانية حسب تعدادي 2000 و2010.

### تعداد عام 2000
بلغ عدد سكان بوركبورنت 10,927 نسمة بحسب تعداد عام 2000، وبلغ عدد الأسر 4,139 أسرة وعدد العائلات 3,108 عائلة مقيمة في المدينة. في حين سجلت الكثافة السكانية 365.5 نسمة لكل كيلومتر مربع (946.6/ميل2). وبلغ عدد الوحدات السكنية 4,449 وحدة بمتوسط كثافة قدره 148.8 لكل كيلومتر مربع (385.4/ميل2).
وتوزع التركيب العرقي للمدينة بنسبة 90.67% من البيض و2.88% من الأمريكيين الأفارقة و1.06% من الأمريكيين الأصليين و0.64% من الأمريكيين ذوي الأصول الآسيوية و0.07% من سكان جزر المحيط الهادئ و2.66% من الأعراق الأخرى و2% من عرقين مختلطين أو أكثر و6.20% من الهسبانيون أو اللاتينيون من أي عرق.
بلغ عدد الأسر 4,139 أسرة كانت نسبة 40.7% منها لديها أطفال تحت سن الثامنة عشر تعيش معهم، وبلغت نسبة الأزواج القاطنين مع بعضهم البعض 60.5% من أصل المجموع الكلي للأسر، ونسبة 11.3% من الأسر كان لديها معيلات من الإناث دون وجود شريك، بينما كانت نسبة 3.3% من الأسر لديها معيلون من الذكور دون وجود شريكة وكانت نسبة 24.9% من غير العائلات. تألفت نسبة 22.3% من أصل جميع الأسر من عدة أفراد يعيشون في نفس المنزل ونسبة 10.1% كانت تتألف من شخص يعيش بمفرده يبلغ من العمر 65 عاماً أو أكثر. وبلغ متوسط حجم الأسرة المعيشية 2.62، أما متوسط حجم العائلات فبلغ 3.05.
بلغ العمر الوسطي للسكان 36.8 عاماً. وكانت نسبة 27.8% من القاطنين تحت سن الثامنة عشر، وكانت نسبة 7.8% بين الثامنة عشر والرابعة والعشرين عاماً، ونسبة 28.3% كانت واقعةً في الفئة العمرية ما بين الخامسة والعشرين والرابعة والأربعين عاماً، ونسبة 22.1% كانت ما بين الخامسة والأربعين والرابعة والستين، ونسبة 13.2% كانت ضمن فئة الخامسة والستين عاماً فما فوق. يوجد لكل 100 أنثى 94.0 ذكر، ويوجد لكل 100 أنثى في الثامنة عشر من عمرها فما فوق 89.1 ذكر.
بلغ متوسط دخل الأسرة في المدينة 37,408 دولارًا، أما متوسط دخل العائلة فبلغ 42,917 دولارًا. وكان متوسط دخل الذكور 31,720 دولارًا مقابل 21,977 دولارًا للإناث. وسجل دخل الفرد الخاص بالمدينة 17,507 دولارًا. وكانت نسبة 7.9% من العائلات ونسبة 9.5% من السكان تحت خط الفقر، وكان من هؤلاء نسبة 13.1% تحت سن الثامنة عشر ونسبة 8.9% في الخامسة والستين من العمر وما فوق.

### تعداد عام 2010
بلغ عدد سكان بوركبورنت 10,811 نسمة بحسب تعداد عام 2010، وبلغ عدد الأسر 4,166 أسرة وعدد العائلات 3,032 عائلة مقيمة في المدينة. في حين سجلت الكثافة السكانية 361.6 نسمة لكل كيلومتر مربع (936.5/ميل2). وبلغ عدد الوحدات السكنية 4,676 وحدة بمتوسط كثافة قدره 156.4 لكل كيلومتر مربع (405.1/ميل2).
وتوزع التركيب العرقي للمدينة بنسبة 91.20% من البيض و2.65% من الأمريكيين الأفارقة و1.29% من الأمريكيين الأصليين و1.02% من الأمريكيين ذوي الأصول الآسيوية و0.02% من سكان جزر المحيط الهادئ و1.65% من الأعراق الأخرى و2.17% من عرقين مختلطين أو أكثر و8.13% من الهسبانيون أو اللاتينيون من أي عرق.
بلغ عدد الأسر 4,166 أسرة كانت نسبة 36.2% منها لديها أطفال تحت سن الثامنة عشر تعيش معهم، وبلغت نسبة الأزواج القاطنين مع بعضهم البعض 55% من أصل المجموع الكلي للأسر، ونسبة 12.3% من الأسر كان لديها معيلات من الإناث دون وجود شريك، بينما كانت نسبة 5.5% من الأسر لديها معيلون من الذكور دون وجود شريكة وكانت نسبة 27.2% من غير العائلات. تألفت نسبة 23.5% من أصل جميع الأسر من عدة أفراد يعيشون في نفس المنزل ونسبة 9.6% كانت تتألف من شخص يعيش بمفرده يبلغ من العمر 65 عاماً أو أكثر. وبلغ متوسط حجم الأسرة المعيشية 2.58، أما متوسط حجم العائلات فبلغ 3.02.
بلغ العمر الوسطي للسكان 37.8 عاماً. وكانت نسبة 26.5% من القاطنين تحت سن الثامنة عشر، وكانت نسبة 7.7% بين الثامنة عشر والرابعة والعشرين عاماً، ونسبة 25.3% كانت واقعةً في الفئة العمرية ما بين الخامسة والعشرين والرابعة والأربعين عاماً، ونسبة 25.9% كانت ما بين الخامسة والأربعين والرابعة والستين، ونسبة 14.6% كانت ضمن فئة الخامسة والستين عاماً فما فوق. وتوزع التركيب الجنسي للسكان بنسبة 48.7% ذكور و51.3% إناث.

## أعلام
- نولان ميلر
- جيم ميتكالف
- ألين مور